# Josef Sylvestr Vaněček
Josef Sylvestr Vaněček (7. března 1848 Tábor – 13. srpna 1922 tamtéž) byl český matematik a středoškolský profesor. V letech 1875–1906 vyučoval na reálce v Jičíně. Byl autorem článků a knih o vyšší geometrii. Sestrojil a nechal si patentovat nový typ zámku. Stal se členem několika vědeckých společností.

## Život
Narodil se 7. března 1848 v Táboře. Absolvoval reálku v Táboře a Praze a od roku 1870 studoval architekturu na pražské technice. Roku 1873 se této dráhy vzdal a začal vyučovat na reálce ve slavonském městě Osijek. Odtud byl roku 1875 přeložen na reálku do Jičína. V roce 1878 uskutečnil studijní cestu do Paříže, kde navštěvoval přednášky na École polytechnique a Sorbonně. Od roku 1886 rovněž působil jako ředitel obchodní pokračovací školy v Jičíně.
Na konci 19. století zkonstruoval a nechal si patentovat zámek do dveří s názvem „vložený jednozápadový západkozávorový zámek — patent profesora J. S. Vaněčka“. Vyráběl ho v Jičíně podnik jeho manželky.
Byl členem Société philomathique de Paris, Královské české společnosti nauk, belgické akademie v Lutychu a České akademie věd a umění.
Roku 1906 odešel do výslužby a přestěhoval se nejprve na pražská předměstí (Král. Vinohrady a Vršovice), později do Tábora (kde mu už v té době patřil dům). Tam také zemřel 13. srpna 1922.
Augustin Pánek o něm v Ottově slovníku mimo jiné napsal: „Ačkoliv V[aněček], působě na venkovské, po dlouhý čas nižší reálné škole, vyvinul tak bohatou literární činnost, přec nedosáhl ani toho, aby přesazen byl do Prahy, kde by nalezl ovzduší svému duchu přiměřenější.“

## Dílo
Vaněčkovy publikace se zaměřují na tři oblasti geometrie: inverzi, involuci a tvorbu křivek a ploch. Psal převážně česky a francouzsky. Knižně vyšly např.:
- Pošinování geometrických útvarův (1880, online). Kniha obohatila českou literaturu v oboru teoretické kinematiky a byla oceňována pro jazykově čisté použití české odborné terminologie a vědeckého stylu.[10]
- Křivé čáry rovinné i prostorové (1881, online). I tento spis byl příznivě oceněn v technických kruzích.[11]
- O dějinách geometrie (1882)
- O všeobecné inversi (1882)
- O křivkách čtvrtého řádu se třemi dvojnými body (1885, s bratrem Matějem Norbertem)
- Svazkové vytvořování křivek rovinných (1885, rovněž s bratrem Matějem Norbertem)
- Svazky orthogonálných hyperboloidů (1895)

Napsal také řadu příspěvků do časopisů, např.:
- Sur l'inversion générale (Francouzská akademie věd)
- Sur la génération de surfaces (tamtéž)
- O svezcih i redovih čunjoseka (akademie v Záhřebu)
- Geometrie u Indů (Časopis pro pěstování mathematiky a fysiky)

## Rodina a příbuzenstvo
- 2. listopadu 1873 se v pražském kostele sv. Vojtěcha oženil s Marií Jandovou (1854–??) z Dolního Bousova.[12] Manželka později v Jičíně vedla podnik na výrobu zámků (viz výše).[6]
  - Syn Miloš Vaněček (1889–1954)[13] se stal architektem a od roku 1930 působil jako profesor pozemního stavitelství na ČVUT.[14]
- Bratr Matěj Norbert Vaněček (1859–1922) byl rovněž matematik. Vyučoval nejprve na středních školách a roku 1908 se stal profesorem ČVUT. Byl spoluautorem několika prací Josefa Sylvestra Vaněčka (viz Dílo).[15]